# Wayne County, Tennessee
Wayne County är ett administrativt område i delstaten Tennessee, USA, med 17 021 invånare. Den administrativa huvudorten (county seat) är Waynesboro. 

## Geografi
Enligt United States Census Bureau så har countyt en total area på 1 905 km². 1 901 km² av den arean är land och 4 km² är vatten.  

### Angränsande countyn
- Perry County - norr
- Lewis County - nordost
- Lawrence County - öst
- Lauderdale County, Alabama - söder
- Hardin County - väst
- Decatur County - nordväst